# Liste des partis politiques en Somalie
La Somalie est actuellement en transition et les partis politiques n'y sont pas encore institutionnalisés. La plupart sont organisés sous la forme de clans ou de milices, avec un programme politique succinct.
Les partis suivants ont exercé récemment une activité en Somalie :
- Mouvement démocratique somalien
- Mouvement national somalien
- Mouvement patriotique somalien
- Parti de la paix et du développement
- Parti socialiste révolutionnaire somalien
- Front démocratique somalien du salut
- Congrès de la Somalie unifiée

## Milices
La situation chaotique du pays a permis à des milices armées de prendre le dessus sur les partis politiques. Les deux principales milices sont :
- l'Union des tribunaux islamiques
- l'Alliance pour la restauration de la paix et contre le terrorisme

## Anciens partis
- Ligue de la jeunesse somalienne